# Nina Bara

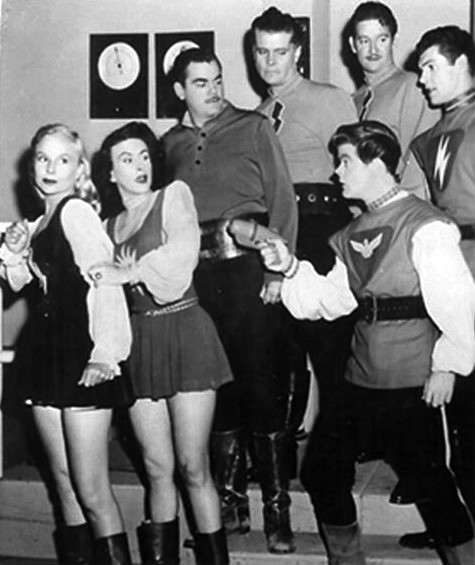
Die Besetzung von Space Patrol, 1950

Nina Bara (* 3. Mai 1920 in Buenos Aires; † 15. August 1990 in Glendale, Los Angeles County), eigentlich Frances Joan Baur, war eine US-amerikanische Schauspielerin deutsch-italienisch-argentinischer Herkunft. Sie wurde durch ihre Rolle als Tonga, einer Heldin der Science-Fiction-Fernsehserie Space Patrol, bekannt.

## Herkunft und Ausbildung
Baras Mutter Caroline Baur war Italienerin, ihr Vater George Baur US-amerikanischer und offenbar auch deutscher Staatsbürger. 1929 siedelte die Familie von Argentinien nach Deutschland über, verließ das Reich allerdings um 1933 nach der Machtergreifung und emigrierte in die USA. Vermutlich 1944 legte sich Frances Baur den Künstlernamen Nina Bara zu. Nach Angaben ihres Witwers Ray Linke sprach sie neben Englisch fließend Spanisch. Über Schul- und Berufsausbildung ist nichts bekannt.

## Space Patrolund weitere berufliche Tätigkeit
Nach kleineren Spielfilmrollen Mitte der 1940er Jahre wurde Bara Sprecherin in der Hörspielserie Space Patrol, wo sie neben der Rolle der Außerirdischen Tonga auch andere Rollen besetzte. Als die Serie 1951 vom Fernsehen adaptiert wurde, übernahm sie auch dort die Tonga-Rolle und war mit Virginia Hewitt in der Rolle der Carol Carlisle  eine der beiden weiblichen Stars der Serie.
Bara war äußerst geschickt in der Vermarktung der Serie. So betrieb sie im  TV Times magazine die Kolumne Bara Facts, in der die Leser mit Klatsch über die Produktion versorgt wurden. Nachdem Space Patrol-Produzent Mike Moser im April 1953 durch einen Autounfall ums Leben gekommen war, zerstritt sich Bara mit dessen Witwe Helen Moser als neuer Produzentin über die Beteiligung an Merchandisingeinnahmen, woraufhin Moser sie im Dezember 1953 entließ. Anschließend entspann sich ein Rechtsstreit über die Ausstrahlung der mit Bara gedrehten Episoden auf Kinescope. Soweit bekannt, sind keine mit Bara gedrehten Episoden überliefert.
Nach Space Patrol trat Bara in verschiedenen Fernsehshows auf. 1958 scheiterte ihr Versuch, durch die Rolle der Alpha in Bestie des Grauens den Durchbruch im Filmgeschäft zu erlangen. Mitte der 1960er Jahre erwarb sie einen Master in  Bibliothekswesen und war anschließend bis 1985 als Bibliothekarin für das Blaue Kreuz tätig.
Als Frances Linke verfasste sie 1976/77 das dreibändige Werk Space Patrol Memories by Tonga, das eine wichtige Quelle für das Space Patrol-Fandom wurde.

## Privatleben
1952 heiratete Bara den Fernsehregisseur Robert B. Sheldon; die Ehe wurde bereits 1953 geschieden. 1956 heiratete sie den Schauspieler und Musiker Dick Winslow; die Ehe wurde nach sechs Monaten geschieden. 1964 heiratete sie den Journalisten Ray Linke; das Paar adoptierte ein Mädchen namens Cecillia. Frances Linke starb am 15. August 1990 im Glendale Adventist Medical Center an Krebs.

## Filmographie (Auswahl)
- 1944: The Mummy´s Curse
- 1945: The Gay Señorita
- 1945: Pan-Americana
- 1945: Yolanda und der Dieb (Yolanda and the Thief)
- 1946: Gilda
- 1946: Sambafieber (The Thrill of Brazil)
- 1947: Cowboy Serenade (Black Hills)
- 1948: Drei kleine Biester
- 1950: A Lady Without Passport
- 1951–1953: Space Patrol
- 1958: Bestie des Grauens